# 캄필리야
캄필리야는 마하바라타에 언급된 마하자나파다인 판찰라의 수도였다. 캄필리야는 남판찰라의 수도였고 아히차트라는 북판찰라의 수도였다. 캄필리야는 마하바라타 시대에 드루파다의 지배를 받았다. 마하바라타에는 판다바 가족이 망명지에서 판찰라 땅 에카차크라에 머물 때, 판찰라 왕 드루파다가 그의 딸 드라우파디의 스와얌바라를 공표했다는 사실을 알게 되었다고 언급되어 있다. 그리고 그들은 드루파다의 수도 캄필리야로 갔다.

## 역사
이전에 캄필리야와 마칸디라는 이름으로 불렸던 캄필라지의 역사는 바가완 비말라나타 시대까지 거슬러 올라간다. 이곳은 이크슈바쿠 왕조의 하리센 왕의 출생지이기도 하다. 이곳은 바가완 네미나타 시대에 이곳을 통치했던 드루파다 왕의 수도였다. 발굴 작업 중 발견된 많은 유적들은 이 장소에 자인 사원이 많았음을 나타낸다. 하지만 지금 이 장소는 마을로 변모하고 있다. 이곳은 또한 16명의 사티 중 사티 드라우파디의 출생지이기도 하다. 이 장소의 신들은 굽타 시대에 속한다고 전해진다.